# Mohamed Merzougui
 (janvier 2025).
Si vous disposez d'ouvrages ou d'articles de référence ou si vous connaissez des sites web de qualité traitant du thème abordé ici, merci de compléter l'article en donnant les références utiles à sa vérifiabilité et en les liant à la section « Notes et références ».
 (janvier 2025).
La mise en forme du texte ne suit pas les recommandations de Wikipédia : il faut le « wikifier ».
Les points d'amélioration suivants sont les cas les plus fréquents. Le détail des points à revoir est peut-être précisé sur la page de discussion.
- Les titres sont pré-formatés par le logiciel. Ils ne sont ni en capitales, ni en gras.
- Le texte ne doit pas être écrit en capitales (les noms de famille non plus), ni en gras, ni en italique, ni en « petit »…
- Le gras n'est utilisé que pour surligner le titre de l'article dans l'introduction, une seule fois.
- L'italique est rarement utilisé : mots en langue étrangère, titres d'œuvres, noms de bateaux, etc.
- Les citations ne sont pas en italique mais en corps de texte normal. Elles sont entourées par des guillemets français : « et ».
- Les listes à puces sont à éviter, des paragraphes rédigés étant largement préférés. Les tableaux sont à réserver à la présentation de données structurées (résultats, etc.).
- Les appels de note de bas de page (petits chiffres en exposant, introduits par l'outil «  Source ») sont à placer entre la fin de phrase et le point final[comme ça].
- Les liens internes (vers d'autres articles de Wikipédia) sont à choisir avec parcimonie. Créez des liens vers des articles approfondissant le sujet. Les termes génériques sans rapport avec le sujet sont à éviter, ainsi que les répétitions de liens vers un même terme.
- Les liens externes sont à placer uniquement dans une section « Liens externes », à la fin de l'article. Ces liens sont à choisir avec parcimonie suivant les règles définies. Si un lien sert de source à l'article, son insertion dans le texte est à faire par les notes de bas de page.
- La présentation des références doit suivre les conventions bibliographiques. Il est recommandé d'utiliser les modèles {{Ouvrage}}, {{Chapitre}}, {{Article}}, {{Lien web}} et/ou {{Bibliographie}}. Le mode d'édition visuel peut mettre en forme automatiquement les références.
- Insérer une infobox (cadre d'informations à droite) n'est pas obligatoire pour parachever la mise en page.

Pour une aide détaillée, merci de consulter Aide:Wikification.
Si vous pensez que ces points ont été résolus, vous pouvez retirer ce bandeau et améliorer la mise en forme d'un autre article.
Mohamed Merzougui, né le 4 novembre 1927 à Ksar El Boukhari et mort le 12 avril 2008, est un révolutionnaire algérien, membre du comité révolutionnaire pour l’unité et l’action CRUA connue aussi sous le nom de Groupe des 22 (le nombre 22 correspond au nombre de ses membres).

## Biographie
Mohamed Merzougui commence ses études primaires à Ksar El Boukhari. Sa famille s’installe à Alger, où le jeune Mohamed poursuit ses études primaires.
Dès son jeune âge, il s’intéresse à la lutte révolutionnaire. À 17 ans, il rejoindra le Parti du peuple algérien (PPA), il vit alors à Belcourt. Son enthousiasme pour la lutte, convint ses compagnons d’armes de le designer comme chef du groupe. Il côtoie à cette période des militants de la cause nationale comme Ahmed Bouda, Lakhdar Rebbah et Ahmed Bougara[réf. souhaitée].
L'Organisation spéciale (OS), fut fondée officiellement le 15 février 1947. Il était le bras armé clandestin du Mouvement pour le triomphe des libertés démocratiques MTLD. Mohamed Merzougui fut choisi pour faire partie de cette organisation, au sein de laquelle, il recevra un entraînement militaire, en particulier dans l’usage des armes et des explosifs. En 1951, Merzougui rencontra Didouche Mourad et Zoubir Bouadjadj, qui le convainquirent de la nécessité de poursuivre son travail politique. Il fut chargé de la section des jeunes à Belcourt. il participera le 25 juillet 1954 à Clos Salembier (El Madania actuellement) à la réunion des 22[réf. souhaitée].
Le 1er novembre 1954 éclata la Guerre d'Algérie pour libérer le peuple du joug colonial Français. Mohamed Merzougui participa aux premières actions de sabotage d'infrastructures et bâtiments publics et organise et exécuta plusieurs attentats contre des patrouilles de l'armée française. Quelques mois après le déclenchement de la guerre, il fut arrêté et incarcéré par les autorités coloniales françaises. Mohamed Merzougui subit les pires atrocités dans les geôles coloniales lors des interrogatoires. Mohamed Merzougui fut libéré, en mars 1962 après le cessez-le-feu[réf. souhaitée].
Après l’indépendance de l'Algérie, Mohamed Merzougui occupa des postes importants dans l’appareil d’État algérien. Il fut membre du Comité central du FLN en avril 1964, puis délégué de la Fédération d’Alger. Il est élu ensuite député au parlement algérien en septembre 1964[réf. souhaitée].

## Mort et hommages
Mohamed Merzougui meurt le 12 avril 2008, des suites d'une longue maladie à l’âge de 80 ans. Pour rendre hommage à son militantisme pour l'indépendance de l'Algérie, beaucoup d’établissements publics  portent son nom; ainsi que des rues dans plusieurs villes algériennes . [réf. nécessaire].